# Javier Corvatta
Javier Dario Corvatta (Buenos Aires, 6 maggio 1993) è un giocatore di calcio a 5 argentino.

## Carriera

### Club
Nato e cresciuto a Buenos Aires in una famiglia di origine marchigiana (il nonno è nato a Recanati), inizia a giocare a calcio a 5 nell'Alvear con cui esordisce, non ancora maggiorenne, in prima squadra. Nel 2012 si trasferisce in Italia per giocare con il PesaroFano. Inizialmente destinato alla formazione Under-21, durante la stagione Corvatta è gradualmente inserito in prima squadra con cui esordisce in Serie A2. Nel campionato seguente è promosso a titolare; la formazione guidata da Roberto Osimani, giunta terza nel girone A è eliminata dal Cagliari nei play-off ma raggiunge a sorpresa la finale di Coppa Italia di categoria persa ai supplementari contro la Fuente Lucera. La stagione successiva è ceduto in prestito al Catania militante nel girone B di serie A2.

### Nazionale
Corvatta è stato convocato nelle rappresentative giovanili dell'Under 18 e dell'Under 20, con cui nel 2013 ha preso parte al campionato sudamericano di categoria nel quale l'Argentina si è classificata terza. Nel 2011 viene incluso nella lista dei convocati della nazionale maggiore al Grand Prix de Futsal in sostituzione dell'infortunato Santiago Elías.